# Hundraåring
En hundraåring är en individ som har levt i minst hundra år. USA toppar listan över antalet hundraåringar i världen, med över 97 900 år 2021, följt av Japan med över 90 500 år 2022. Majoriteten av hundraåringarna är kvinnor. En individ som har nått en ålder av 110 år eller mer kallas istället för superhundraåring.
I världen finns olika traditioner för att fira hundraåringar. I Sverige får hundraåringar ett telegram från kungaparet. I Japan får de som fyller hundra år sakekoppar i silver. Denna tradition har funnits sedan 1960-talet, men fr.o.m. år 2016 ges en billigare variant istället, då antalet hundraåringar ökat så mycket.

## Historia
Den första verifierade människan som blev hundra år gammal var norrmannen Eilif Philipsen, född i Kinsarvik och döpt i Kinsarviks kyrka den 21 juli 1682 med sin tvillingsyster Ingeborg. Enligt Kinsarviks kyrkregister avled Eilif Philipsen den 20 juni 1785, bara 31 dagar före sin 103-årsdag, och det råder stor säkerhet om att Eilif Philipsen som dog 1785 och Eilif Philipsen som föddes mindre än 103 år tidigare var samma person.[källa behövs]
Belgaren Pierre Darcourt (död 11 maj 1837, 108 år och 108 dagar) var den första människan som blev 108 år gammal, och den äldsta mannen i historien till den 7 januari 1897 då han slogs av nederländaren Geert Adriaans Boomgaard (21 september 1788–3 februari 1899) som i sin tur blev den första verifierade 110-åringen.[källa behövs]